# الأخشبان
الأخشبان جبلان في مكة هما جبل أبي قبيس الذي عليه القصر الملكي اليوم، وجبل قعيقعان، وهما مطلان على المسجد الحرام من المشرق. وهما الجبلان اللذان سأل جبريل النبي محمد لكي يطبقهما على قريش حين اشتد أذاهم له.

## الأصل اللغوي
ورد في مختار الصحاح: الأخشب هو كل جبل عظيم خشن. وجاء في القاموس المحيط: الأخشبان جبلا مكة؛ جبل أبي قبيس والأحمر، وجبلا منى.

## قصتهما التاريخية
بعدما اشتد الأذى من قريش على محمد وأصحابه بعد موت أبي طالب، قرر محمد الخروج إلى الطائف حيث تسكن قبيلة ثقيف يلتمس النصرة والمنعة بهم من قومه ورجاء أن يسلموا، فخرج مشيًا على الأقدام ومعه زيد بن حارثة، وقيل بل خرج وحده، وذلك في ثلاث ليال بَقَيْن من شوال سنة عشر من البعثة (3 ق هـ)، الموافق أواخر مايو سنة 619م، فأقام بالطائف عشرة أيام لا يدع أحدًا من أشرافهم إلا جاءه وكلمه، فلم يجيبوه، وردّوا عليه ردًا شديدًا، وأغروا به سفهاءهم فجعلوا يرمونه بالحجارة حتى إن رجلي محمد لتدميان وزيد بن حارثة يقيه بنفسه حتى جُرح في رأسه. وألجؤوه إلى حائط لعتبة بن ربيعة وشيبة بن ربيعة، على ثلاثة أميال من الطائف، ورجع عنه سفهاء ثقيف من كان يتبعه، فلما اطمأن محمد قال:
| الأخشبان | اللهم إليك أشكو ضعف قوتي، وقلة حيلتي، وهواني على الناس، يا أرحم الراحمين، أنت رب المستضعفين، وأنت ربي، إلى من تكلني؟ إلى بعيد يتجهمني (يلقاني بالغلظة)، أم إلى عدوّ ملكته أمري؟ إن لم يكن بك علي غضب فلا أبالي، ولكن عافيتك هي أوسع لي. أعوذ بنور وجهك الذي أشرقت له الظلمات، وصلح عليه أمر الدنيا والآخرة، من أن تنزل بي غضبك أو يحلّ عليّ سخطك. لك العُتبى حتى ترضى، ولا حول ولا قوة إلا بك | الأخشبان |

فلما رآه ابنا ربيعة عتبة وشيبة وما لقي، بعثا له بعنب مع غلام لهما نصرانيّ يقال له عداس، ففعل عداس، فلما سمع محمد يقول «بسم الله» ثم أكل، نظر عداس في وجهه ثم قال «والله إن هذا الكلام ما يقوله أهل هذه البلاد» فقال له محمد «ومن أهل أي البلاد أنت يا عداس؟ وما دينك؟» قال «نصراني، وأنا رجل من أهل نينوى» فقال «من قرية الرجل الصالح يونس بن متى؟» فقال له عداس «وما يدريك ما يونس بن متى؟» فقال «ذاك أخي كان نبيًا وأنا نبي»، فأسلم عداس، وأكبّ على محمد يقبل رأسه ويديه وقدميه. وقد أنكر الشيعة قصة عداس في كتبهم.
فانصرف محمد من الطائف راجعًا إلى مكة وهو محزون لم يستجب له أحد من أهل البلد، فلما بلغ «قرن الثعالب» بعث الله إليه جبريل ومعه ملك الجبال، يستأمره أن يطبق الأخشبين على أهل مكة، وهما جبلا مكة يحيطان بها، فرفض ذلك قائلاً «بل أرجو أن يخرج الله عز وجل من أصلابهم من يعبد الله عز وجل وحده لا يشرك به شيئًا». ثم تقدم في طريق مكة حتى بلغ «وادي نخلة»، وأقام فيه أيامًا، وخلال إقامته هناك استمع نفر من الجن إليه وهو يقرأ القرآن وهو يصلي بالليل، فنزلت ﴿وإذ صرفنا إليك نفرًا من الجن يستمعون القرآن﴾. ثم تابع مسيره، فدخل مكة في جوار المطعم بن عدي، وهو ينادي «يا معشر قريش إني قد أجرت محمدًا، فلا يهجه أحد منكم»، حتى وصل محمد للكعبة وصلى ركعتين وانصرف إلى بيته والمطعم بن عدي وولده محيطون به.